# Minaret Peak (Antarktika)
Der Minaret Peak ist ein 1613 m hoher Berg im Ellsworthgebirge des westantarktischen Ellsworthlands. Er ragt am nordwestlichen Ende der Marble Hills in der Heritage Range. 
Seinen Namen erhielt der Gipfel von einer Forschungsexpedition der University of Minnesota, die das Gebiet im antarktischen Sommer zwischen 1962 und 1963 besuchte, da seine Spitze einem Minarett ähnelt. Das Advisory Committee on Antarctic Names nahm diesen Vorschlag 1964 als offiziellen Namen an.